# First Mortgage Company Building
El First Mortgage Company Building es un edificio histórico de quince pisos en El Paso, Texas (Estados Unidos). Fue construido para la First Mortgage Company en 1921, a un costo de 411.000 dólares. El Paso estaba atravesando un auge de la construcción en ese momento, y era la estructura más grande con el Templo del Rito Escocés de El Paso. Ha sido incluido en el Registro Nacional de Lugares Históricos desde el 13 de junio de 1978.